# Ingūna Erneste
Ingūna Erneste   (Riga, 23 de maig de 1966) és una jugadora d'escacs letona que té el títol de Gran Mestre Femení des de 1992.

## Resultats destacats en competició
Ingūna Erneste va començar la seva carrera el 1978 guanyant el campionat de Letònia femení per edats. El 1984 fou tercera al campionat d'Europa juvenil femení (la campiona fou Ildikó Mádl). Ha guanyat dos cops el campionat femení de Letònia dos cops, els anys 1989 i 2002. Des de 1990 Ingūna Erneste va participar en nombrosos torneigs rellevants amb bons resultats:
- El 1990, fou quarta al Campionat d'escacs femení de la Unió Soviètica;[2]
- El 1991, fou tercera al Campionat d'escacs femení de la Unió Soviètica;[3]
- El 1993, fou tercera al torneig de Dresden femení;[4]
- El 1994, fou tercera a l'obert femení de Wisla;[5]
- El 2002, fou primera al torneig femení d'Ellivouri.[6]

### Participació en competicions per equips
Ingūna Erneste ha jugat, representant Letònia, a les següents olimpíades d'escacs:
- El 1992, al primer tauler a la 30a Olimpíada a Manila (+5 −4 =3);
- El 1994, al tercer tauler a la 31a Olimpíada a Moscou (+3 −3 =5);
- El 2004, al segon tauler a la 36a Olimpíada a Calvià (+3 −4 =1);
- El 2008, al tercer tauler a la 38a Olimpíada a Dresden (+3 −2 =2);
- El 2012, al tauler suplent a la 40a Olimpíada a Istanbul (+3 -2 =1);[8]
- El 2014, al tauler suplent a la 41a Olimpíada a Tromsø (+0 -3 =0).

Erneste també ha jugat representant Letònia al Campionat d'Europa femení per equips:
- El 1992, al primer tauler al 1r Campionat d'Europa femení per equips a Debrecen (+2 −2 =1);
- El 1997, al segon tauler al 2n Campionat d'Europa femení per equips a Pula (+1 −3 =0).
- El 2011, al quart tauler al 18è Campionat d'Europa femení per equips a Porto Carras (+0 −2 =5).